# Binburrum ruficollis
Binburrum ruficollis es una especie de coleóptero de la familia Pyrochroidae.

## Distribución geográfica
Habita en Nueva Gales del Sur Tasmania y Victoria (Australia).